# Memoria (película de 2023)
Memoria (en inglés: Memory) es una película dramática mexicano-estadounidense dirigida por Michel Franco y protagonizada por Jessica Chastain y Peter Sarsgaard.
La cinta fue seleccionada para competir por el León de Oro a la mejor película en el Festival de Cine de Venecia de 2023.

## Reparto
- Jessica Chastain como Sylvia
- Pedro Sarsgaard como Saul
- Merrit Wever como Olivia
- Jessica Harper como Samantha
- Elsie Fisher como Sara
- Brooke Timber como Anna
- Josh Charles como Isaac
- Tom Hammond como Robert

## Recepción

### Crítica
Memoria recibió reseñas generalmente positivas de parte de la crítica y de la audiencia. En el sitio web agregador de reseñas Rotten Tomatoes, la película posee una aprobación de 89%, basada en 46 reseñas, con una calificación de 7,1/10 y un consenso crítico que dice "Memory, una unión tremendamente poderosa entre cineasta y elenco, encuentra al escritor y director Michel Franco explorando temas complejos y maduros que las estrellas Jessica Chastain y Peter Sarsgaard dan vida de manera brillante".
El sitio web Metacritic le dio a la película una puntuación de 72 de 100, basada en 11 reseñas, indicando "reseñas generalmente favorables". En el sitio IMDb los usuarios le asignaron una calificación de 7,1/10, sobre la base de más de más de 444 votos, mientras que en la página web FilmAffinity la película tiene una calificación de 6,7/10, basada en 94 votos.

### Premios y nominaciones
| Año  | Premio / Festival de Cine  | Categoría                    | Destinatarios    | Resultado | Ref(s) |
| ---- | -------------------------- | ---------------------------- | ---------------- | --------- | ------ |
| 2023 | Festival de Venecia        | León de Oro                  | Michel Franco    | Nominado  | [ 4 ]  |
| 2023 | Festival de Venecia        | Copa Volpi al mejor actor    | Peter Sarsgaard  | Ganador   | [ 4 ]  |
| 2023 | Premios Independent Spirit | Mejor actuación protagonista | Jessica Chastain | Pendiente | [ 9 ]  |